# Georgi Grechko
Georgi Mikhailovich Grechko (em russo:  Георгий Михайлович Гречко; Leningrado, 25 de maio de 1931 –  8 de abril de 2017, também grafado na transliteração aportuguesada como Gueórgui Grétchko) foi um cosmonauta soviético que voou em três missões espaciais: Soyuz 17, Soyuz 26, e Soyuz T-14.
Grechko se graduou no Instituto de Mecânica de Leningrado, com um doutorado em matemática, em 1984, com um doutorado honorário na mesma instituição, em 2006. Trabalhou no escritório de design de Sergei Korolev, onde foi selecionado para o treinamento de cosmonautas do programa lunar soviético. Porém, com o cancelamento do programa, participou do programa de estações espaciais Salyut.
Grechko fez a primeira caminhada espacial no traje Orland, em 20 de dezembro de 1977, durante a missão Salyut 6 EO-1. Foi duas vezes condecorado com a medalha do Herói da União Soviética e três vezes com a Ordem de Lenin. Retirou-se do programa espacial em 1992 para dar aulas de física atmosférica na Academia Soviética de Ciências. Junto de Aleksei Leonov, Vitali Sevastyanov e Russell Schweickart, criou a Associação de Exploradores do Espaço, em 1984, com membresia aberta para qualquer um que esteve no espaço.
Um planeta-anão foi descoberto pelo astrônomo russo Nikolai Stepanovich Chernykh, em 1979, que o nomeou 3148 Grechko. Georgi era constantemente lembrado por amigos e colegas de trabalho como sendo bem-humorado, apreciador de pescarias, corridas e filatelia.

## Morte
Georgi foi internado na sexta-feira, 7 de abril, com suspeita de um infarto, mas faleceu em 8 de abril de 2017 em decorrência de diversas doenças crônicas, aos 85 anos, deixando esposa, Lyudmila Grechko e duas filhas. O primeiro-ministro, Dmitry Medvedev, assim declarou:
| “ | Georgy Mikhailovich foi um homem dedicado e corajoso, tendo feito muito pelo desenvolvimento da indústria espacial no país. | ” |